# Іжевський повіт
Іже́вський пові́т (рос. Ижевский уезд) — адміністративна одиниця Вотської АО РРФСР, що існувала з 1921 до 1929 року.
Повіт був утворений 1921 року при розподілі Сарапульського повіту — в північно-західній частині створено Іжевський повіт, північна частина відійшла до Дебьоського повіту, а інші сформували обновлений Сарапульський повіт Пермської губернії. Повіт включав 10 волостей — Великонор'їнська, Бурановська, Зав'яловська, Кийлудська, Люцька, Малопургинська, Нилга-Жик'їнська, Радянська, Ягульська та Якшур-Бодьїнська. Окрім цього було приєднано 4 волості з інших повітів — Вавозька, Водзимоньїнська, Ільїнська та Чеканська.
В 1923 році ліквідовується Дебьоський, а в 1924 році Селтинський повіти, їхня територія розподіляється і між Іжевським повітом. Проходить обмін територіями з Можгинським повітом та укрупнення волостей. Починаючи з 1924 року склад повіту був незмінним.

## Склад
Станом на 1926 рік він включав 12 волостей, 68 сільрад, 1048 поселень та 1 місто:
| Волость             | Центр        | Площа, км² | Населення, осіб (1926) | Сільради | Поселення | Двори |
| ------------------- | ------------ | ---------- | ---------------------- | -------- | --------- | ----- |
| Повіт загалом       | Іжевськ      | 6402       | 267868                 | 68       | 1048      | 37675 |
| Бурановська волость | Бураново     | 438        | 10860                  | 4        | 37        | 2223  |
| Зав'яловська        | Зав'ялово    | 559        | 17116                  | 5        | 58        | 3213  |
| Копкинська          | Копки        | 194        | 6208                   | 3        | 38        | 1018  |
| Ново-Мултанська     | Новий Мултан | 725        | 24139                  | 8        | 141       | 4035  |
| Нилга-Жик'їнська    | Нилга-Жик'я  | 602        | 22157                  | 7        | 42        | 4149  |
| Селтинська          | Селти        | 474        | 16162                  | 5        | 91        | 2757  |
| Радянська           | Лудорвай     | 817        | 26508                  | 8        | 149       | 5269  |
| Сосновська          | Сосновка     | 439        | 14034                  | 4        | 65        | 2313  |
| Старозятцинська     | Старі Зятці  | 530        | 18811                  | 6        | 98        | 3233  |
| Тиловайська         | Тиловай      | 478        | 16350                  | 5        | 81        | 2791  |
| Шарканська          | Шаркан       | 647        | 20801                  | 6        | 88        | 3575  |
| Якшур-Бодьїнська    | Якшур-Бодья  | 469        | 18524                  | 7        | 100       | 3099  |